# Білас Лідія Степанівна
Лідія Степанівна Білас (нар. 6 липня 1968, Моршин, Львівська область) — підприємиця, засновниця мережі освітніх проєктів MRIYDIY.

## Біографія

### Освіта
1990 — завершила навчання у національному університеті «Львівська політехніка» за спеціальністю «Автоматизовані системи управління».
2011 — отримала ступінь МВА в Києво-Могилянській бізнес-школі, за програмою Presidents’ MBA.
2015 — пройшла навчання на семінарі «Бізнес та суспільство» від Aspen Institute Kyiv.

### Кар'єра
1995-1996 — фінансова директорка Моршинського заводу мінеральних вод «Оскар».
1996-2004 — фінансова директорка дистриб'юторської компанії «Нова».
2004-2013 — голова правління компанії, перейменованої в IDS Aqua service, що входить до складу IDS Borjomi International, після об'єднання компанії «Нова» з групою компаній IDS Group 
2008-2009 — позаштатна радниця голови Львівської обласної державної адміністрації з питань інформаційної політики.
2014-2022 — співзасновниця мережі КМДШ (Креативної Міжнародної Дитячої Школи). З літа 2022 мережа КМДШ трансформувалась у різні окремі проєкти.
З 2022 — засновниця мережі освітніх проєктів MRIYDIY, до складу якої входять приватні школи повного дня, дитячі садки у Києві та Львові, дитячі табори, професійні гуртки, Батьківський клуб, а також соціальні напрямки: Освітня Фундація МрійДій, Освітній кластер МрійДій у Польщі, Освітній центр MriyDiy.

### Громадська діяльність
З 2018 — голова опікунської ради молодіжного симфонічного оркестру «INSO-Львів».
З 2021 — сенаторка Українського католицького університету.

### Сім'я
Чоловік Всеволод Омелянович Білас — віце-президент IDS Borjomi International. Депутат Львівської обласної ради.
Донька Марта і син Максим.

## Нагороди
2008 року Лідію Білас нагороджено орденом «Зірка економіки України» третього ступеня за суттєвий особистий внесок у розвиток зовнішньоекономічних зв'язків України.
19 серпня 2008 року була відзначена державною нагородою — орденом княгині Ольги третього ступеня — за значний особистий внесок у соціально-економічний, культурний розвиток Української держави, вагомі трудові досягнення та з нагоди 17-ї річниці незалежності України.
У 2006, 2007, 2008, 2009 роках Лідія Білас представлена в Рейтингу найуспішніших керівників України рейтингового журналу «ГVардія», № 12 у ТОП-20 жінок-керівників «ГVардія» (2010).[джерело?]
Увійшла до «Рейтингу» Всеукраїнської премії «Жінка ІІІ тисячоліття» (2009).